# Paul-Émile de Souza
Paul-Émile de Souza (1931 – 17. juni 1999) var leder af Dahomeys (nu Benin) militærregering i 1969-70.
Hans niece Chantal er gift med Yayi Boni, præsident af Benin siden 2006.